# プライムタイム・エミー賞 作品賞 (テレビ映画部門)
プライムタイム・エミー賞 作品賞 (テレビ映画部門)（Primetime Emmy Award for Outstanding Made for Television Movie）は、プライムタイム・エミー賞の部門の一つである。その年アメリカで放送された最も優れたテレビ映画5本を候補に選び、その中の1本にこの名誉が与えられる。1989年、1990年、1993年は受賞作は2本。1991年は受賞作が選出されなかった。
2010年にテレビ映画部門が廃止され、2011年からはミニシリーズ部門と1本化されミニシリーズ/テレビ映画部門となったが、2014年に復活した。

## 受賞と候補作
- 太字のものが受賞作品。

### 1980年代
- 1980: 奇跡の人 - NBC
  - 西部戦線異状なし - CBS
  - Amber Waves - ABC
  - 冤罪 - CBS
  - ガイアナ人民寺院の惨劇 - CBS

- 1981: ファニア歌いなさい - CBS
  - フェイ・ダナウェイのエビータ - NBC
  - 罠に堕ちた天使 - CBS
  - ポール・ニューマン/遠い追憶の日々 - ABC
  - The Women's Room - ABC

- 1982: ゴルダと呼ばれた女 - SYN
  - Bill - CBS
  - エレファント・マン - ABC
  - Inside the Third Reich - ABC
  - スコーキー/ユダヤとナチの凄絶な戦い - CBS

- 1983: Special Bulletin - NBC
  - Little Gloria... Happy at Last - NBC
  - M.A.D.D.: Mothers Against Drunk Drivers - NBC
  - 紅はこべ - CBS
  - ファミリー - ABC

- 1984: アメリア - ABC
  - Adam - NBC
  - ザ・デイ・アフター - ABC
  - The Dollmaker - ABC
  - 欲望という名の電車 - ABC

- 1985: Do You Remember Love - CBS
  - The Burning Bed - NBC
  - 疑惑 - NBC
  - Heartsounds - ABC
  - Wallenberg: A Hero's Story - NBC

- 1986: 愛は沈黙を越えて - NBC
  - Amos - CBS
  - セールスマンの死 - CBS
  - サイレント・ローズ/真実への序曲 - NBC
  - Mrs. Delafield Wants to Marry - CBS

- 1987: Promise - CBS
  - 脱走戦線 - CBS
  - LBJ: The Early Years - NBC
  - 裏切りの街角 - CBS
  - Unnatural Causes - NBC

- 1988: Inherit the Wind - NBC
  - The Ann Jillian Story - NBC
  - もうひとつのアンネの日記 - ABC
  - 別れの時 - CBS
  - The Taking of Flight 847: The Uli Derickson Story - NBC

- 1989: この年は2つの作品が同時受賞した
- デイワン/最終兵器の覚醒 - CBS
- Roe vs. Wade - NBC
  - David - ABC
  - Murderers Among Us: The Simon Wiesenthal Story - HBO
  - ジェームズ・ウッズの ドランカー - ABC

### 1990年代
- 1990: この年は2つの作品が同時受賞した
- キャロラインはだれ? - CBS
- ブレーメンの出来事 - CBS
  - The Final Days - ABC
  - A Killing in a Small Town - CBS
  - マーダー・イン・ミシシッピ/炎の十字架 - NBC

- 1991: 受賞作なし

- 1992: ミス・ローズホワイトの秘密 - NBC
  - ジム・キャリーinロングウェイ・ホーム - Fox
  - Homefront - ABC
  - ll Fly Away - NBC
  - Without Warning: The James Brady Story - HBO

- 1993: この年は2つの作品が同時受賞した
- 企業買収/250億ドルの賭け - HBO
- 独裁/スターリン - HBO
  - 虚偽/シチズン・コーン - HBO
  - しゃべりすぎた女 - HBO
  - Tru - PBS

- 1994: 運命の瞬間/そしてエイズは蔓延した - HBO
  - Breathing Lessons - CBS
  - ジプシー - CBS
  - アニーは愛された - ABC
  - 永遠のワルツ/白い犬とワルツを - CBS

- 1995: 誘導尋問 - HBO
  - バーニング・シーズン - HBO
  - ロシア52人虐殺犯/チカチーロ - HBO
  - The Piano Lesson - CBS
  - アーミー・エンジェル - NBC

- 1996: プレジデント・トルーマン - HBO
  - Almost Golden: The Jessica Savitch Story - Lifetime
  - ハイジ・クロニクル／明日を信じて - TNT
  - トークショー - HBO
  - ブラインド・ヒル - HBO

- 1997: ミス・エバーズ・ボーイズ〜黒人看護婦の苦悩 - HBO
  - 冷たい一瞬(とき)を抱いて - Showtime
  - ゴッチ・ザ・マフィア/武闘派暴力組織 - HBO
  - スリーウイメン/この壁が話せたら - HBO
  - フォーエヴァー・ライフ/旅立ちの朝 - HBO

- 1998: リングサイドの帝王/ドン・キング・ストーリー - HBO
  - 12人の怒れる男 評決の行方 - Showtime
  - U.S.プラトーン - HBO
  - ジーア/悲劇のスーパーモデル - HBO
  - What the Deaf Man Heard - CBS

- 1999: ジェファーソン/冤罪の死刑囚 - HBO
  - The Baby Dance - Showtime
  - 三十年の愛 ハメット&ヘルマン - A&E Network
  - バトル・オブ・シリコンバレー - TNT
  - ラット・パック/シナトラとJFK - HBO

### 2000年代
- 2000: モリー先生との火曜日 - ABC
  - アニー - ABC
  - ウーマン ラブ ウーマン - HBO
  - アカデミー 栄光と悲劇 - HBO
  - ザ・ディレクター/「市民ケーン」の真実 - HBO
- 2001: エマ・トンプソンのウィット/命の詩 - HBO
  - 61* - HBO
  - 謀議 - HBO
  - さらば愛しのキューバ - HBO
  - ニール・サイモンのスーパー・コメディアンと7人のギャグマンたち - Showtime
- 2002: チャーチル/大英帝国の嵐 - HBO
  - Dinner with Friends - HBO
  - DEAN/ディーン - TNT
  - ララミー・プロジェクト - HBO
  - ジョンソン大統領/ヴェトナム戦争の真実 - HBO
- 2003: ドア・トゥ・ドア/バッグに愛とまごころを… - TNT
  - Homeless to Harvard: The Liz Murray Story - Lifetime
  - ライブ・フロム・バグダッド 湾岸戦争最前線 - HBO
  - 美しきイタリア・私の家 - HBO
  - 新しい私 - HBO
- 2004: ボルチモアの光 - HBO
  - バンデラスの英雄パンチョ・ヴィラ - HBO
  - ノルマンディー 将軍アイゼンハワーの決断 - A&E Network
  - THE LION IN WINTER 冬のライオン - Showtime
  - The Reagans - Showtime
- 2005: ルーズベルト 大統領の保養地 - HBO
  - ブルース・イン・ニューヨーク - HBO
  - ライフ・イズ・コメディ! ピーター・セラーズの愛し方 - HBO
  - The Office スペシャル版 - BBCアメリカ
  - ウール・キャップ/あなたの笑顔 - TNT
- 2006: ある日、ダウニング街で - HBO
  - エアポート ユナイテッド93 - A&E Network
  - The Flight That Fought Back - ディスカバリーチャンネル
  - ミセス・ハリスの犯罪 - HBO
  - Yesterday - HBO
- 2007: Bury My Heart at Wounded Knee - HBO
  - 9/11: The Twin Towers - ディスカバリーチャンネル
  - Longford - HBO
  - The Ron Clark Story - TNT
  - Why I Wore Lipstick to My Mastectomy - Lifetime
- 2008: リカウント - HBO
  - バーナード・アンド・ドリス - HBO
  - エキストラ:スターに近づけ! - HBO
  - メモリー・キーパーの娘 - Lifetime
  - A Raisin in the Sun - ABC
- 2009: グレイ・ガーデンズ 追憶の館 - HBO
  - ココ・シャネル - Lifetime
  - チャーチル 第二次大戦の嵐 - HBO
  - Prayers for Bobby - Lifetime
  - Taking Chance - HBO

### 2010年代
- 2010: テンプル・グランディン 〜自閉症とともに - HBO
  - エンドゲーム 〜アパルトヘイト撤廃への攻防〜 - PBS
  - ジョージア・オキーフ 〜愛と創作の日々〜 - Lifetime
  - Moonshot - ヒストリー
  - The Special Relationship - HBO
  - 死を処方する男 ジャック・ケヴォーキアンの真実 - HBO

- 2011: ダウントン・アビー (ミニシリーズ) - PBS
  - Cinema Verite - HBO
  - ケネディ家の人びと (ミニシリーズ) - Reelz（英語版）
  - ミルドレッド・ピアース 幸せの代償 (ミニシリーズ) - HBO
  - ダークエイジ・ロマン 大聖堂 (ミニシリーズ) - Starz
  - Too Big to Fail  - HBO

- 2012: ゲーム・チェンジ 大統領選を駆け抜けた女 - HBO
  - アメリカン・ホラー・ストーリー: 呪いの館 (ミニシリーズ) - FX
  - 宿敵 因縁のハットフィールド＆マッコイ (ミニシリーズ) - ヒストリー
  - 私が愛したヘミングウェイ - HBO
  - 刑事ジョン・ルーサー (ミニシリーズ) - BBC
  - SHERLOCK: ベルグレービアの醜聞 - PBS

- 2013: 恋するリベラーチェ - HBO
  - アメリカン・ホラー・ストーリー: 精神科病棟 (ミニシリーズ) - FX
  - THE BIBLE～選ばれし者たちの歴史物語～ (ミニシリーズ) - ヒストリー
  - Phil Spector - HBO
  - ポリティカル・アニマルズ (ミニシリーズ) - USA
  - トップ・オブ・ザ・レイク～消えた少女 (ミニシリーズ) - Sundance Channel（英語版）

- 2014: ノーマル・ハート - HBO
  - Killing Kennedy - ナショナルジオグラフィック
  - Muhammad Ali's Greatest Fight - HBO
  - SHERLOCK: 最後の誓い - PBS
  - The Trip to Bountiful - Lifetime

- 2015: Bessie - HBO
  - 名探偵ポワロ: Curtain: Poirot’s Last Case - Acorn TV（英語版）
  - グレース・オブ・モナコ 公妃の切り札 - Lifetime
  - Hello Ladies: The Movie - HBO
  - Killing Jesus - ナショナルジオグラフィック
  - Nightingale - HBO

- 2016: SHERLOCK/シャーロック 忌まわしき花嫁 - PBS
  - オール・ザ・ウェイ JFKを継いだ男 - HBO
  - アニタ 〜世紀のセクハラ事件〜 - HBO
  - 刑事ジョン・ルーサー - BBC
  - ビル・マーレイ・クリスマス - Netflix

- 2017: ブラックミラー: サン・ジュニペロ - Netflix
  - Dolly Parton's Christmas of Many Colors: Circle of Love - NBC
  - The Immortal Life of Henrietta Lacks - HBO
  - SHERLOCK: 臥せる探偵 - PBS
  - 嘘の天才 〜史上最大の金融詐欺〜 - HBO

- 2018: ブラックミラー: 宇宙船カリスター号 - Netflix
  - 華氏451 - HBO
  - Flint - Lifetime
  - ジョー・パターノ 堕ちた名将 - HBO
  - ジェニーの記憶 - HBO

- 2019: ブラックミラー: バンダースナッチ
  - ブレグジット EU離脱 - HBO
  - Deadwood: The Movie - HBO
  - King Lear - Amazonビデオ
  - My Dinner with Hervé - HBO

### 2020年代
- 2020: バッド・エデュケーション - HBO
  - アメリカの息子 - Netflix
  - ドリー・パートンのハートフル・ソング: オールド・ボーンズ - Netflix
  - エルカミーノ: ブレイキング・バッド THE MOVIE - Netflix
  - アンブレイカブル・キミー・シュミット: キミーVS教祖 - Netflix
- 2021: ドリー・パートンのクリスマス・オン・ザ・スクエア（英語版） - Netflix
  - Oslo オスロ（英語版） - HBO
  - Robin Roberts Presents: Mahalia（原題） - Lifetime
  - シルヴィ 恋のメロディ - Amazon Prime Video
  - フランクおじさん - Amazon Prime Video